# Handbollsplan
Beskaffenheten av en spelplan för handboll får inte på något sätt förändras till förmån för det ena laget.
En säkerhetszon runt om spelplanen är önskvärd. Den bör uppgå till minst 1 m bredvid sidlinjen och till 2 m bakom kortlinjen.
Målet står mitt på mållinjen. Målställningen ska vara fastsatt i golvet. Målet är invändigt 2 m högt och 3 m brett. (Undantag: mål för minihandboll - 1,60 m högt och 3 m brett). 

## SHF:s kommentar
Nationellt gäller för minihandboll - 1,70 m högt och 2 m brett.
Målstolparna är fast förenade med en tvärribba och deras bakkant ska sammanfalla med mållinjens baksida. Målstolpar och tvärribba ska vara av samma material (till exempel trä, lättmetall, konstfiber) och ska vara kvadratiska (8 cm). De ska på de tre sidor som synes från spelfältet vara målade i två färger, som effektivt skiljer sig från bakgrunden.
Färgfälten i målställningens hörn ska vara 28 cm och målade i enhetlig färg. Övriga färgfält ska vara 20 cm. Målet ska vara försett med nät. Detta ska vara upphängt så, att en i målet kastad boll inte omedelbart ska kunna studsa ut igen.
Målgården erhålls genom att det på 6 m avstånd framför målet och parallellt med mållinjen dras en 3 m lång linje, som på båda sidor ansluter sig till kvartscirkelbågar med 6 m radie och uppdragna med bakre hörnet på målstolparnas insida som mittpunkt. Den linje som utgör gräns för målgården kallas målgårdslinje. Frikastlinjen - 9-m-linjen - dras som en streckad linje på 3 m avstånd från målgårdslinjen och parallellt med denna. Frikastlinjens streck - liksom avstånden mellan dessa - ska vara 15 cm långa.
7-m-linjen är en 1 m lång linje, som dras på ett avstånd av 7 m från mållinjens baksida mitt framför målet och parallellt med mållinjen.
Målvaktens begränsningslinje - 4-m-linjen - är en 15 cm lång linje, som dras på ett avstånd av 4 m från mållinjens baksida mitt framför och parallellt med mållinjen. Mittlinjen förbinder de båda sidlinjernas mittpunkter.
Avbytarlinjerna begränsas på båda sidor om mittlinjen av en 15 cm lång linje, som på ett avstånd av vardera 4,50 m från mittlinjen dras vinkelrätt in på spelplanen från en av sidlinjerna.
Dessa avbytarlinjer förlängs som hjälplinje även 15 cm utanför spelplanen. Spelplanens alla linjer tillhör det område de avgränsar. Linjerna ska vara 5 cm breda. De ska alltid vara tydligt synliga. Mållinjen ska mellan målstolparna vara lika bred som stolparna (8 cm).